# Ninurta-apal-Ekur
Ninurta-apal-Ekur (asirsko mdMAŠ-A-é-kur, slovensko Ninurta je dedič Ekurja je bil kralj Asirije v zgodnjem 12. stoletju pr. n. št. Bil je uzurpator, ki se je razglasil za kralja vesoljnega sveta in svečenika Enlila in Ninurte. Njegova vladavina je izjemno pomembna za kronologijo starodavnega Bližnjega vzhoda, ker se prekriva z vladavinama  njegovih babilonskih sodobnikov Adad-šuma-uṣurja in Meli-Šipaka II.

## Življenjepis
Dolžina njegove vladavine je nekoliko sporna zaradi neskladij med različnimi seznami asirskih kraljev. Nassouhijev seznam, ki včasih velja za najstarejšega, mu pripisuje trinajst let vladanja, drugi seznami pa samo tri. Mlajši poznavalci se bolj nagibajo h krajši različici, po kateri bi vladal od leta 1182 do 1180 pr. n. št. Po daljši različici bi vladal od leta 1192 do 1180 pr. n. št.  
Med njegovim vladanjem je bilo imenovanih do enajst visokih dvornih uradnikov (limmu), domnevno po naslednjem zaporedju:
- Salmanu-zera-ikiša
- Liptanu
- Salmanu-šumu-lešir
- Erib-Aššur
- Marduk-aha-eriš
- Piškija
- Aššur-dan I.
- Atamar-den-Aššur
- Aššur-bel-lite
- Adad-mušabši

Sedmi limmu je bil Ninurta-apal-Ekurjev sin in naslednik Aššur-dan I. Domneva se, da je položaj limmuja zasedel v prvem letu svojega vladanja, zato je takrat zelo verjetno prišlo tudi do zamenjave oblasti.

### Poreklo
Njegov oče  Ilī-padâ je bil veliki vezir (sukkallu rabi’u) Asirije in kralj odvisne države Hanigalbat, ki je na tem položaju nasledil svojega očeta Aššur-iddina in starega očeta Kibi-Aššurja.

### Vzpon
Ninurta-apal-Ekurjev predhodnik Enlil-kuduri-usur, sin prejšnjega vplivnega kralja Tukulti-Ninurte I., je bil v bitki s kasitskim vladarjem Adad-šuma-usurjem poražen. Poraz je bil   tako ponižujoč, da so asirski častniki "zajeli [Enlil-kudu]r-usurja, svojega  gospoda, in ga predali  Adad-šuma-usurju". Asirci so verjetno zato, da bi si zagotovili varen umik, predali tudi Babilonce, ki so pobegnili na asirsko stran.
Ninurta-apal-Ekur je "med temi dogajanji odšel domov, zbral svojo številno vojsko in se odpravil na pohod na Libbi-ali (Ašur)". Seznam kraljev pravi,  da je "prišel iz Kardunijaša in zasedel prestol". Kaj je počel v Kardunijašu, ki je v Babiloniji, je mogoče samo ugibati. Sinhronistična kronika nadaljuje: "Toda  [...] je prišel nepričakovano, zato se je obrnil in odšel domov", kar kaže, da prevzem oblasti ni potekal gladko. 
Ninurta-apil-Ekur naj bi "varoval vse prebivalce Asirije s krili, kot jih ima orel, razprostrtimi nad njegovo  državo". V zapisih, odkritih  med nedavnimi izkopavanji v Ašurju, je podatek, da mu je  Meli-Šipak za darilo poslal trop konj in preproge.

### Dvorni odloki
Po prihodu na prestol je izdal devet odlokov, povezanih z dvorom in disciplino v haremu, kar kaže na negotovost po prevzemu oblasti. Strah očitno ni bil utemeljen, saj so njegovi potomci v Asiriji vladali vsaj do 8. stoletja pr. n. št. Prvi odlok se je nanašal na haremske evnuhe in priležnice. Drugi je haremskim ženskam zagrozil, da jim bodo prerezali grlo, če bodo med prepiranjem preklinjale. Tretji je obravnaval nedostojno vedenje do kraljevega veličanstva, preostali pa so preveč razdrobljeni, da bi lahko ugotovili natančno vsebino. Že najmanjše kršitve so bile ostro kaznovane: ženskam so prebodli nos  in jih pretepli s palicami.
Besedilo omenja tudi darilo v draguljih kraljevi hčerki, veliki svečenici Mubalita[ṭ-...].